# Майтнерий
Майтнерият (в миналото известен като ека-иридий или унилений) е химичен елемент от периодичната таблица с означение Mt и атомен номер 109. Това е синтетичен елемент, чийто най-стабилен изотоп е 278Mt, с период на полуразпад от 8 секунди.
Майтнерият е синтезиран за първи път на 29 август 1982 г. от немски изследователски екип, ръководен от Петер Армбрустер и Готфрид Мюнценберг, в института за изследване на тежки йони (GSI) в Дармщат. Елементът е получен при бомбардиране на мишена от бисмут-209 с ядра на желязо-58. През 1992 г. физиците кръстили новия елемент майтнерий – в чест на Лиза Майтнер.